# Tram van Hongkong

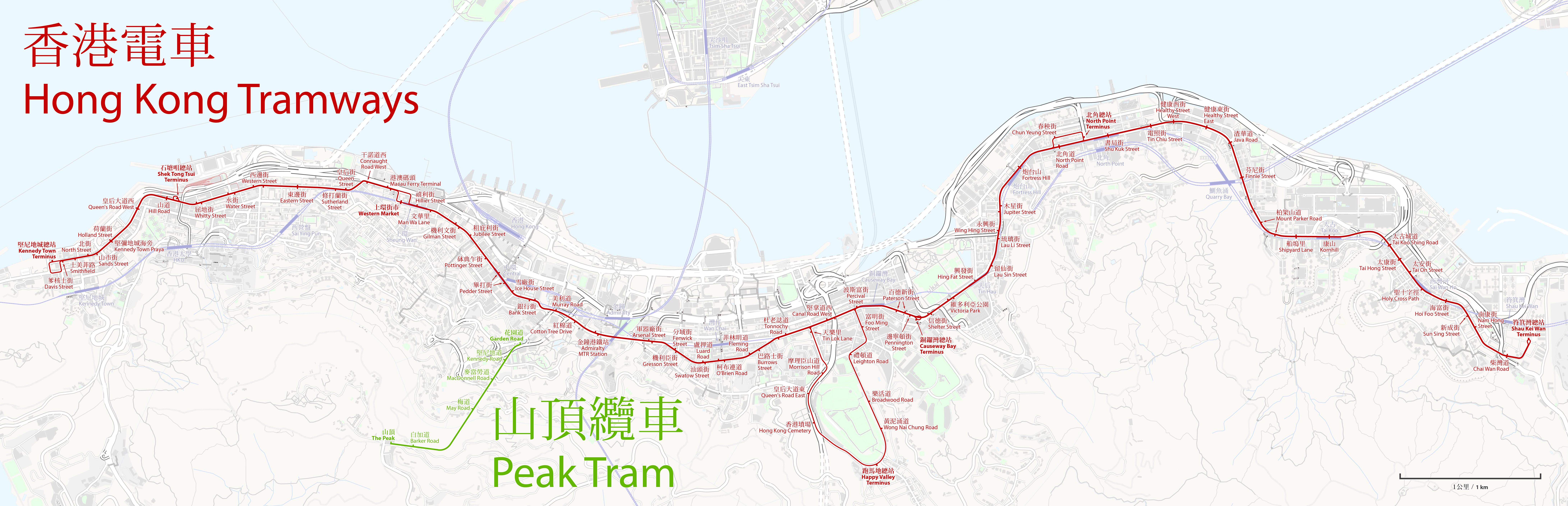

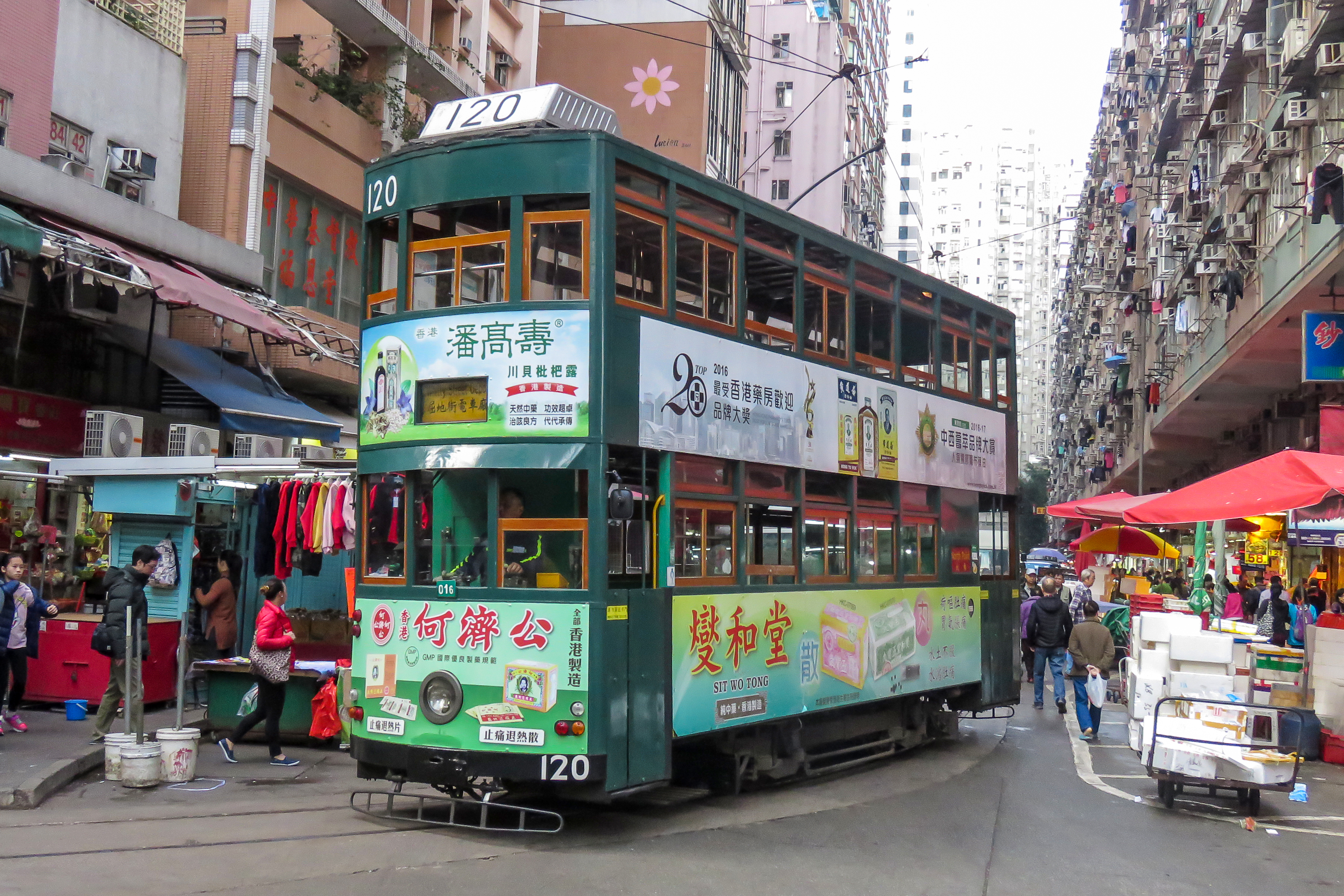
Tram nummer 120 is de enige tram uit de jaren 50 die nog rijdt

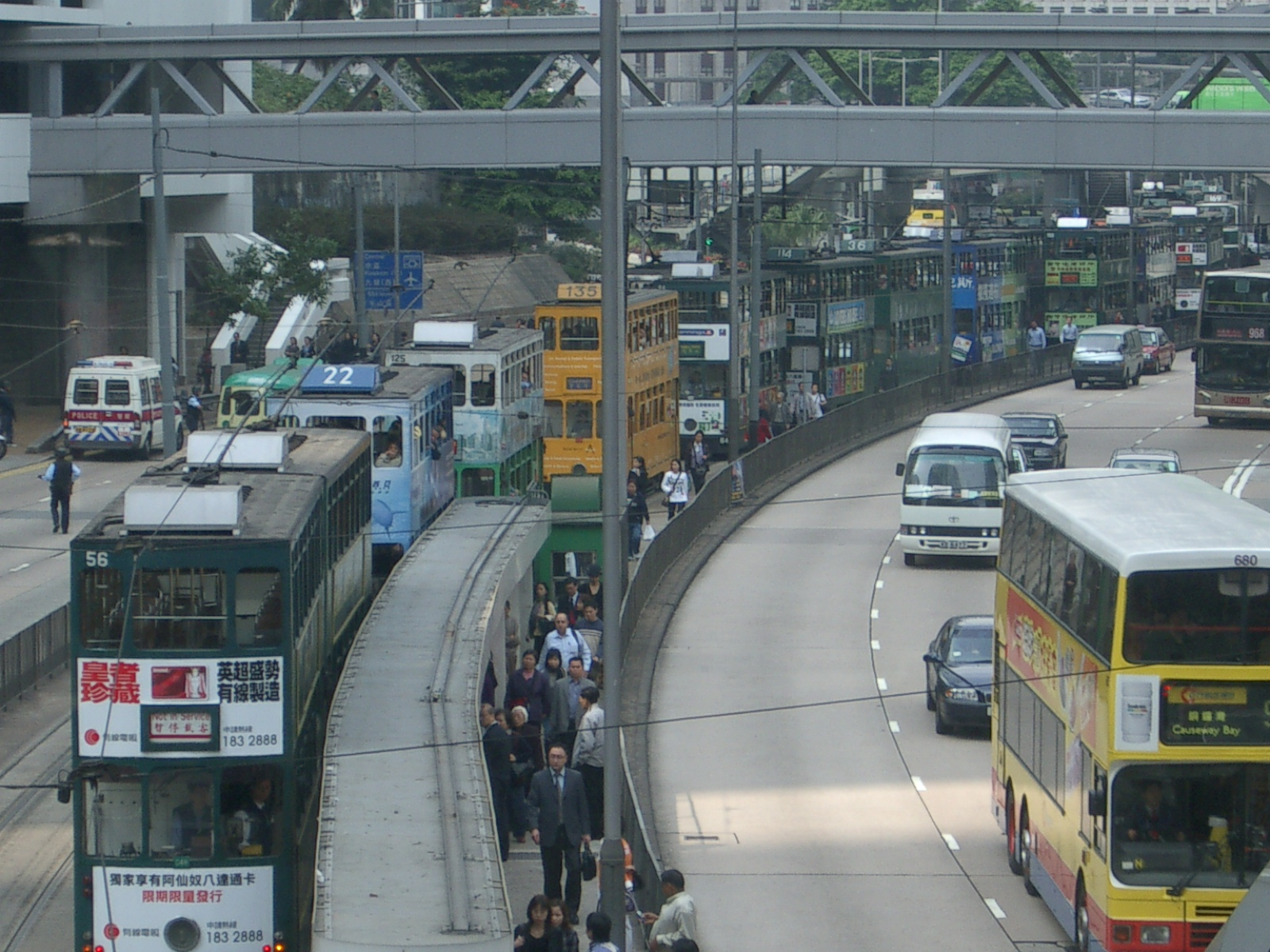
Eén defecte tram kan een hele tramroute of zelfs het tramnetwerk platleggen

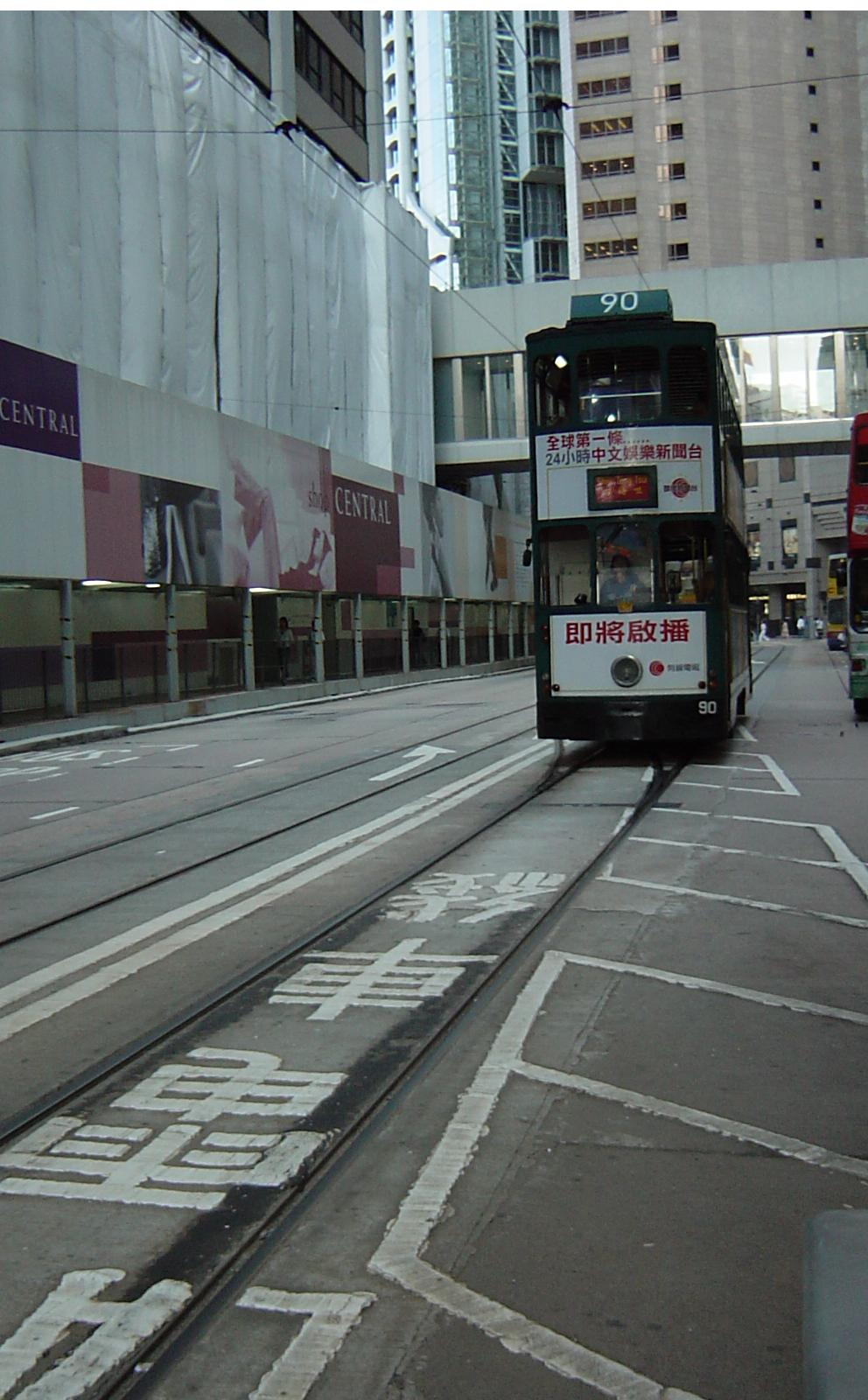
Op het wegdek staat Tramweg in het Chinees

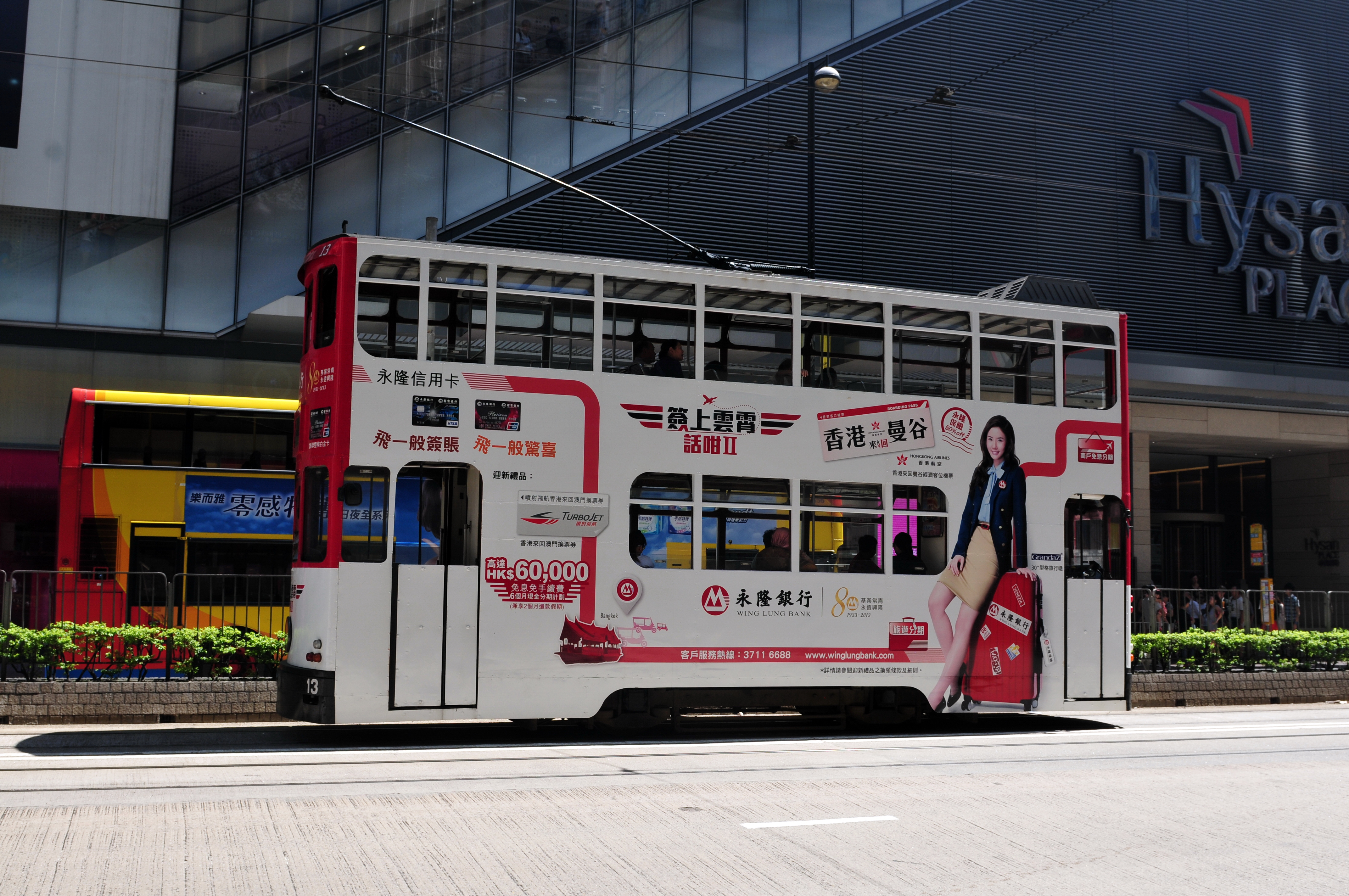
Tram nummer 13

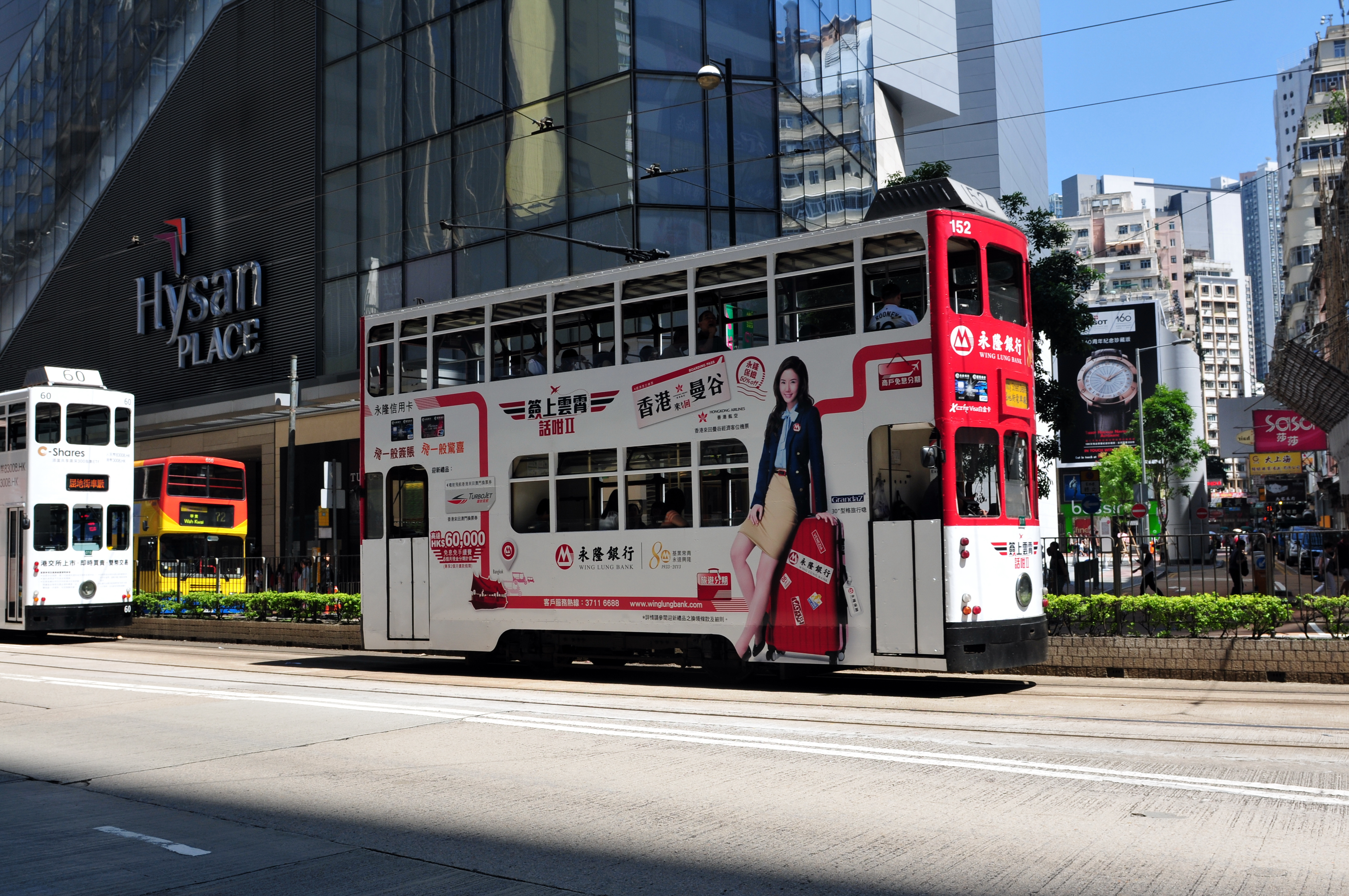
Tram nummer 152

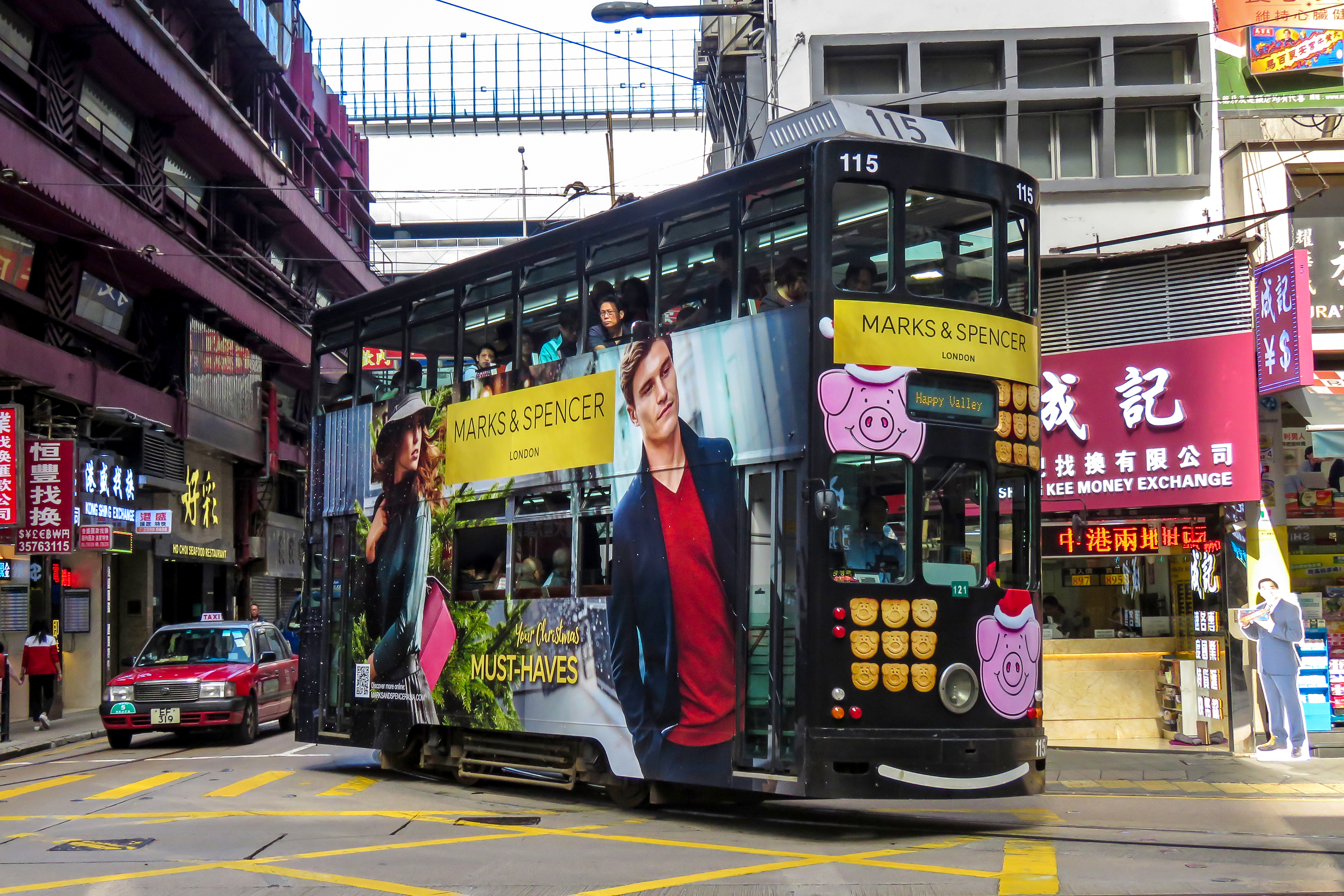
Tram nummer 115

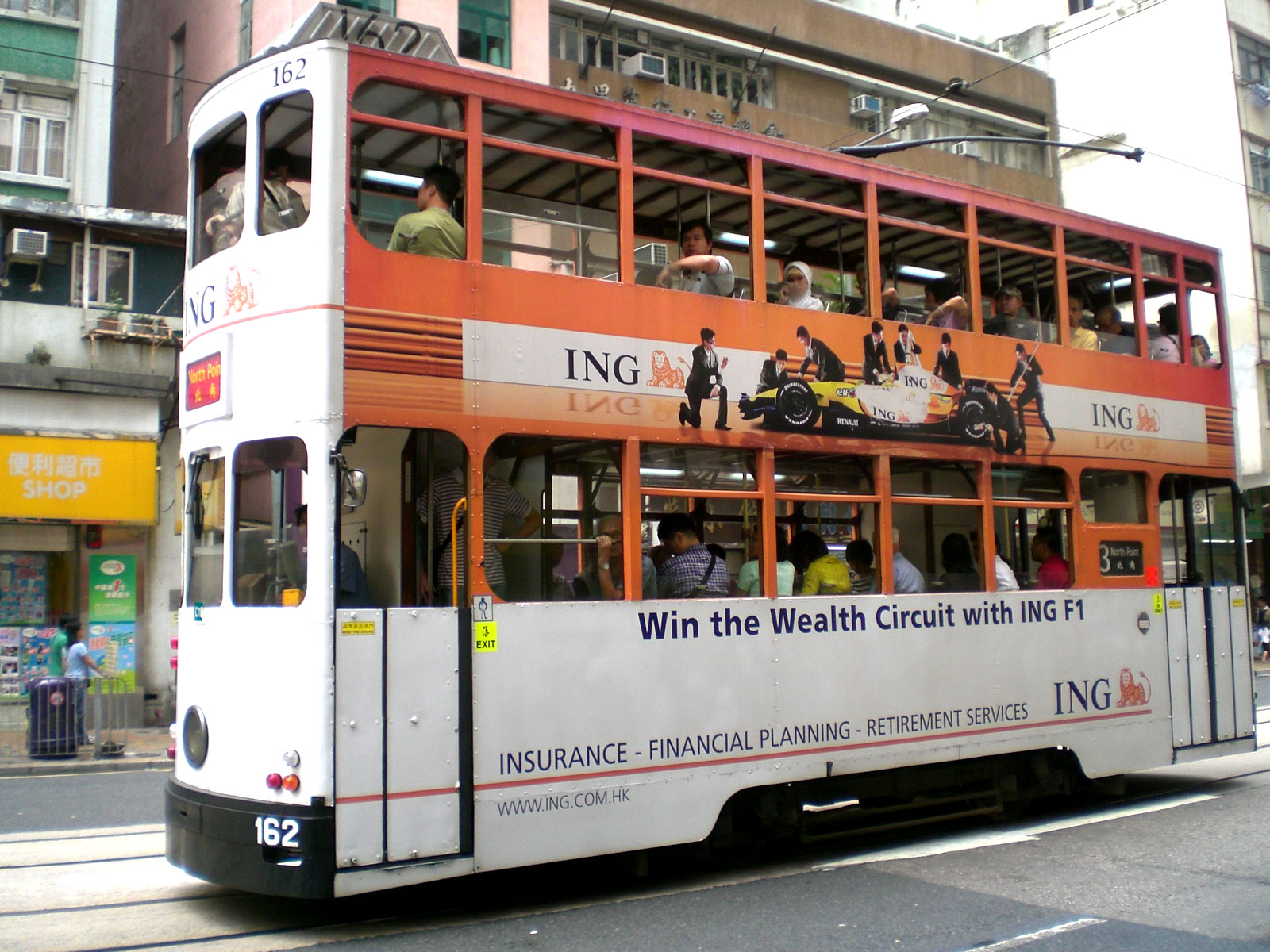
Tram met nummer 162

De tram van Hongkong bestaat al sinds 1904. De huidige vloot van 161 passagierstrams en 2 antieke trams is nu de grootste rijdende dubbeldekse tramvloot ter wereld. De allereerste tramvloot, bestaande uit 26 trams, had echter maar één dek.
Door het beperkte openbaar vervoer in Hongkong besloten de Engelsen in 1881 een tramnetwerk aan te leggen. Hierdoor zijn de bewoners niet meer alleen afhankelijk van koetsen en riksja's, die vroeger populair waren.
Er zijn nu zes tramroutes op Hong Kong Island, die zich tussen Shau Kei Wan en Kennedy Town en rondom Happy Valley bevinden. De routes hebben een lengte van ongeveer 30 kilometer. Er zijn 123 haltes die op een afstand van zo'n 250 meter onderling van elkaar afliggen. De trams vervoeren per dag ongeveer 240.000 passagiers. Door de lage tarieven is de tram een aantrekkelijke vorm van vervoer voor zowel inwoners als voor toeristen die de hotspots goed kunnen bezichtigen wegens de lage snelheid van de tram (overdag gemiddeld 20 km per uur, 's nachts gemiddeld 30 km per uur.)

## Routes
Het tramnet van Hongkong is dertien kilometer lang en telt in totaal dertig kilometer rails. Op de meeste plaatsen rijden de trams in twee richtingen. Bij Happy Valley rijden de trams in één richting.
De trams rijden van zes uur 's ochtends tot twaalf uur 's avonds. De trams komen gemiddeld eens per anderhalve minuut.
De zes routes van de trams zijn:
- Shau Kei Wan - Sheung Wan Market
- Shau Kei Wan - Happy Valley
- North Point - Whitty Street (ook aangeduid met Shek Tong Chui)
- Happy Valley - Kennedy Town
- Causeway Bay - Kennedy Town
- Sheung Wan Market - Kennedy Town

Behalve deze gebruikelijke routes kan de tram ook de tramremise van Sai Wan Ho en Whitty Street gebruiken als eindhalte, afhankelijk van sommige omstandigheden zoals opstoppingen, storingen en trams die naar de remises rijden. Verder rijden er ook trams tussen Shau Kei Wan en Kennedy Town.
Er zijn ook keerpunten in Central, Admiralty en Victoria Park, die gebruikt kunnen worden bij calamiteiten.
| Beginpunt         | Richting | Doordeweeks | Zaterdag    | Zon- en feestdagen |
| ----------------- | -------- | ----------- | ----------- | ------------------ |
| Kennedy Town      | Oost     | 05:10-23:54 | 05:07-23:57 | 05:12-23:54        |
| Sheung Wan Market | Oost     | 06:00-00:02 | 06:01-00:00 | 06:13-00:00        |
| Happy Valley      | Oost     | 06:34-23:10 | 06:34-23:10 | 06:34-23:10        |
| Happy Valley      | West     | 05:59-00:37 | 06:00-00:40 | 06:04-00:37        |
| North Point       | West     | 06:07-23:17 | 05:20-23:17 | 06:07-23:17        |
| Shau Kei Wan      | West     | 05:58-23:55 | 05:58-23:36 | 05:56-23:36        |

|                   | Whitty Street | Sheung Wan Market | Causeway Bay | Happy Valley | North Point | Shau Kei Wan |
| ----------------- | ------------- | ----------------- | ------------ | ------------ | ----------- | ------------ |
| Kennedy Town      | 10            | 23                | 55           | 60           | 70          | 80           |
| Whitty Street     | -             | 13                | 40           | 45           | 60          | 70           |
| Sheung Wan Market | 13            | -                 | 35           | 40           | 50          | 58           |
| Causeway Bay      | 50            | 40                | -            | 5            | 35          | 42           |
| Happy Valley      | 45            | 35                | 5            | -            | 15          | 25           |
| North Point       | 60            | 50                | 15           | 35           | -           | 15           |

## Prijzen
Er zijn drie verschillende manieren van betalen op de Hongkongse trams. De Octopus-card (te vergelijken met de OV-chipkaart die in 2006 ingevoerd is in Nederland), contant en met een abonnement (vroeger). De tram is vergeleken met andere openbaar vervoer in Hongkong goedkoop. Een rit voor de volwassenen kost HK$ 2,- (circa 20 eurocent) en voor kinderen onder 12 jaar en bejaarden boven de 65 kost het HK$ 1,- (circa 10 eurocent). Bovendien gelden de genoemde tarieven per rit en niet afhankelijk van de afgelegde afstand. Er wordt betaald na afloop van een rit vooraan door contant geld in de bus te stoppen of Octopus-card voor het automaat te houden.

### Octopus-card
Vanaf 16 augustus 2001 kan er in alle trams in Hongkong betaald worden met de Octopus card. Het is te vergelijken met de OV-chipkaart die vanaf 2006 geleidelijk in Nederland ingevoerd werd. De passagier dient zijn kaart bij de automaat naast de chauffeur te scannen, bij het uitstappen.

### Contant
Er kan ook contant betaald worden, zoals gebruikelijk in de jaren vóór de Octopus-card-periode. De passagier dient het geld in de bus naast de chauffeur te gooien. Er wordt echter niet gewisseld! In de voorste en achterste deur zijn tourniquets geplaatst om zwartrijders tegen te houden.

### Conducteurs
Vóór 1982 worden er conducteurs ingezet om kaartjes te verkopen. De conducteur komt bij de passagier langs en verkoopt het kaartje aan de passagier.

### Abonnementen
Mensen kunnen ook met een abonnement in de tram. Een maandabonnement kost HK$ 170,- en is te verkrijgen bij de Whitty Street remise, Causeway Bay en het eindpunt van North Point.

### Feesten en promoties
Mensen kunnen ook een tram huren voor feesten zoals bruiloften en om bepaalde dingen of activiteiten te promoten. De kosten per uur is tussen HK$ 570,- en HK$ 2800,-.

### Lijst van tarieven in de loop der jaren
| Jaartal                                        | Volwassenen                                | Scholieren | Kinderen | Bejaarden |
| ---------------------------------------------- | ------------------------------------------ | ---------- | -------- | --------- |
| 1904                                           | eerste klas：HK$ 0,10 derde klas：HK$ 0,05 | --         | --       | --        |
| 1936                                           | eerste klas：HK$ 0,06 derde klas：HK$ 0,30 | --         | --       | --        |
| 1946                                           | eerste klas：HK$ 0,20 derde klas：HK$ 0,10 | --         | --       | --        |
| 1975                                           | HK$ 0,30                                   | HK$ 0,10   | HK$ 0,10 | --        |
| 1981                                           | HK$ 0,50                                   | HK$ 0,30   | HK$ 0,20 | --        |
| 1983                                           | HK$ 0,60                                   | HK$ 0,30   | HK$ 0,20 | --        |
| 1990                                           | HK$ 1,-                                    | --         | HK$ 0,50 | --        |
| 19941                                          | HK$ 1,20                                   | --         | HK$ 0,60 | HK$ 0,60  |
| 1997                                           | HK$ 1,60                                   | --         | HK$ 0,80 | HK$ 0,80  |
| 1998                                           | HK$ 2,-                                    | --         | HK$ 1,-  | HK$ 1,-   |
| 2011                                           | HK$ 2,30                                   | --         | HK$ 1,20 | HK$ 1,-   |
| 2012                                           | HK$ 2,30                                   | --         | HK$ 1,20 | HK$ 1,10  |
| 2018                                           | HK$ 2,60                                   | --         | HK$ 1,30 | HK$ 1,20  |
| 1Vanaf 1994 werd de bejaardenkorting ingevoerd |                                            |            |          |           |

## Vloot
Het aantal trams dat in Hongkong rijdt steeg van 26 in 1904 tot 163 in 2004.
| jaartal | aantal |
| ------- | ------ |
| 1904    | 26     |
| 1945    | 109    |
| 1956    | 146    |
| 1964    | 162    |
| 2004    | 163    |